# Canindé (microregio)
Canindé is een van de 33 microregio's van de Braziliaanse deelstaat Ceará. Zij ligt in de mesoregio Norte Cearense en grenst aan de mesoregio's Sertões Cearenses in het zuiden en Noroeste Cearense in het westen en noordwesten, de microregio Médio Curu in het noorden, de mesoregio Metropolitana de Fortaleza in het noordoosten en de microregio Baturité in het oosten. De microregio heeft een oppervlakte van ca. 5331 km². Midden 2004 werd het inwoneraantal geschat op 118.466.
Vier gemeenten behoren tot deze microregio:
- Canindé
- Caridade
- Itatira
- Paramoti

Mesoregio's: Centro-Sul Cearense · Jaguaribe · Metropolitana de Fortaleza · Noroeste Cearense · Norte Cearense · Sertões Cearenses · Sul Cearense

Microregio's: Baixo Curu · Baixo Jaguaribe · Barro · Baturité · Brejo Santo · Canindé · Cariri · Caririaçu · Cascavel · Chapada do Araripe · Chorozinho · Coreaú · Fortaleza · Ibiapaba · Iguatu · Ipu · Itapipoca · Lavras da Mangabeira · Litoral de Aracati · Litoral de Camocim e Acaraú · Médio Curu · Médio Jaguaribe · Meruoca · Pacajus · Santa Quitéria · Serra do Pereiro · Sertão de Crateús · Sertão de Inhamuns · Sertão de Quixeramobim · Sertão de Senador Pompeu · Sobral · Uruburetama · Várzea Alegre